# Leohumicola verrucosa
Leohumicola verrucosa är en svampart som beskrevs av N.L. Nick., Hambl. & Seifert 2005. Leohumicola verrucosa ingår i släktet Leohumicola, klassen Leotiomycetes, divisionen sporsäcksvampar och riket svampar.   Inga underarter finns listade i Catalogue of Life.